# Heraclea (junto a Melampagos)

Mapa con algunas de las principales antiguas ciudades griegas de Eólida, en la zona septentrional de Asia Menor. Heraclea figura en el interior, al norte de Melampago.

Heraclea (en griego, Ηράκλεια) era una antigua colonia griega de Eólida.
Se conserva un testimonio epigráfico perteneciente al siglo V a. C. que marcaba los límites del territorio entre los melampagitas y los heracleotas.
Es posible que sea la misma ciudad nombrada por Esteban de Bizancio como «Heraclea de Lidia».